# Karl 1., hertug af Orléans
Karl 1., hertug af Orléans (1394 – 1465) var et medlem af den franske kongefamilie.
Han var søn af hertug Ludvig 1. af Orléans og sønnesøn af kong Karl 5. af Frankrig. Han blev far til kong Ludvig 12. af Frankrig.

## Familie
Karl blev gift tre gange. Hans første hustru var Isabella af Valois, der var datter af Karl 6. af Frankrig, og som havde været gift med Richard 2. af England. Hans anden hustru var Bonne af Armagnac. Hans tredje hustru var Marie af Kleve. 
Karl og Marie fik tre børn. Deriblandt den senere kong Ludvig 12. af Frankrig. 